# Salomon Reinach
Pour les articles homonymes, voir Reinach.
Salomon Reinach, de son nom complet Salomon Hermann Reinach, né le 29 août 1858 à Saint-Germain-en-Laye (Seine-et-Oise) et mort le 4 novembre 1932 à Boulogne-Billancourt, est un archéologue français, conservateur du musée de Saint-Germain et professeur d'histoire de l'art à l'École du Louvre. C'est aussi un grand Intellectuel, engagé dans la défense de la République de la fin du XIXe siècle, notamment à l'époque de l'affaire Dreyfus, à l'Entre-deux-guerres.
Une génération après le sanskritiste luthérien et antidarwinien Max Müller, il a « laïcisé » l'étude scientifique des religions en la dégageant des préjugés confessionnels.
Au-delà du fort impact de ses brefs travaux menés au sein de l'École française d'Athènes, son œuvre de documentation encyclopédique, dont ses Répertoires, dits Clarac de poche, et leurs quelque vingt mille croquis, a été essentielle à la diffusion au sein du monde académique d'une méthode comparative et scientifique. Polygraphe, il a publié plus de sept mille titres, dont une centaine de livres, parmi lesquels l'étude des civilisations, à travers la représentation figurée et les mythes, a marqué irréversiblement l'histoire des religions en la recentrant sur les questions clef de l'interdit de l'inceste, des règles de la pudeur et du voile de la femme, et en l'orientant vers l'analyse anthropologique.
Salué presque unanimement comme un nouveau Pic de la Mirandole correspondant avec des confrères du monde entier, il a néanmoins subi plusieurs querelles suscitées par des savants issus du milieu catholique et conservateur et s'est attiré l'hostilité de la presse antidreyfusarde et antisémite. Malgré son soutien à l'abbé Loisy dans sa tentative de moderniser la Doctrine, il faudra attendre l'après-guerre et l'œuvre de Teilhard de Chardin pour que l'Église catholique s'accommode d'une protohistoire différente du récit biblique.

## Biographie

### Origines familiales
Il est issu d'une famille juive originaire d'Allemagne, enrichie dans l'activité bancaire et dont une branche est devenue française au début du XIXe siècle, comme dans le cas des Rothschild.
Salomon est le fils de Hermann-Joseph Reinach (1814-1899), né à Francfort-sur-le-Main, frère jumeau d'Adolf Reinach (1814-1879). Hermann-Joseph s'est établi à Paris en 1845. Sa mère est Julie Büding (1828-1870), fille d'un banquier de Cassel (Hesse).

### Formation

#### Une fratrie exceptionnelle: les frères «Je sais tout»
Salomon (« S. ») est éduqué avec son frère aîné Joseph (« J. ») et son cadet Théodore (« T. »), et les trois enfants sont amenés à développer un goût éclectique dans le domaine de l'art, et à cultiver l'approche progressiste de la science. 
Chacun des trois frères a fait une brillante carrière; académique et intellectuelle, et ils inspirent Émile Zola[réf. nécessaire] , dans son roman Paris (1897), les personnages des trois frères, avec lesquels il partage le goût éclectique de l'art et le culte progressiste de la science comme représentatifs de l'élite savante négligeant le peuple; par ailleurs tous trois sont caricaturés par les chansonniers de Montmartre qui les nomment « les frères J. S. T. » (« Je sais tout »). Des trois, le plus brillant est cependant Théodore.

#### Formation initiale
Salomon est d'abord instruit à domicile par des précepteurs. Il apprend notamment l'anglais, l'allemand, l'italien et un peu d'hébreu. Son père possède une collection de tableaux et de gravures[réf. nécessaire] ; doué pour le dessin, Salomon reçoit aussi des leçons de peinture[réf. nécessaire].  Dans le salon familial, il a l'occasion de côtoyer des savants de l'époque, comme Claude Bernard et Ernest Renan.
Il a douze ans au moment de l'instauration de la IIIe République (4 septembre 1870) après le désastre de Napoléon III à Sedan, suivi du siège de Paris, puis de la défaite face à l'Empire allemand, juste créé par Otto von Bismarck et par le roi de Prusse Guillaume Ier.

#### Élève du lycée Condorcet (1872-1875)
À quatorze ans, il entre en seconde au lycée Condorcet, dans la classe de Paul Foucart, professeur de Lettres. Durant ses trois années de lycée, il obtient six prix et dix accessits au concours général, moins cependant que Théodore, recordman de ce concours.

#### Élève de l'École normale supérieure et traducteur (1876-1880)
Se destinant au départ à l'École polytechnique, il est admis en 1875 en classe de mathématiques supérieures, mais l'expérience qu'il y fait le pousse à s'orienter vers les lettres. Il excelle en effet en grec ancien, servant par exemple de souffleur lors d'une représentation en langue originale du Philoctète de Sophocle organisée par Théodore et jouée dans la maison familiale devant les plus éminents professeurs.
Intéressé par la philosophie, il faire paraître anonymement en 1877, au moment de son entrée à l'École normale, la première traduction française de l’Essai sur le libre arbitre d'Arthur Schopenhauer, qui fait sensation. L'année suivante, paraît sa traduction de La Cité de Dieu de saint Augustin. Il a dès cette époque la réputation d'un érudit misanthrope, mais aussi d'un polygraphe qui consacre à l'étude de longues heures, souvent prises sur son sommeil
À dix-sept ans, Salomon est reçu premier à l'École normale supérieure (promotion 1876), dont le directeur est alors Ernest Bersot. À l'École normale, il suit les cours de littérature grecque du philologue Henri Weil (1818-1909), qui vient d'y être nommé après avoir été longtemps professeur à Besançon. Celui-ci et ses autres professeurs de grec lui font découvrir la philologie classique, qu'il étudie aussi directement dans les six volumes de référence que vient de publier Wilhelm Freund (1806-1894). Le 30 septembre 1879, à vingt et un ans, il est reçu premier à l'agrégation de grammaire.
À l'instigation de Paul Foucart, son professeur de seconde devenu directeur de l'École française d'Athènes en 1878, il s'inscrit à l'examen d'entrée de cette institution. Il est reçu le 30 octobre, mais Ernest Bersot, gravement malade, réussit à le retenir à l'École normale dans un poste de sous-bibliothécaire, qu'il n'accepte cependant que pour deux mois[pas clair].

#### LeManuel de philologie classique(1880)
Physiquement épuisé, il termine cependant son Manuel de philologie classique, qui paraitra au début de l'année suivante. Cet ouvrage est conçu à l'adresse des enseignants des lycées et collèges communaux et largement inspiré du Triennium de Wilhelm Freund. L'ouvrage connaît un grand succès et sera réédité trois ans plus tard et primé par l'Association pour l'avancement des études grecques.

### Débuts comme archéologue (1880-1885)

#### L'École française d'Athènes (1880-1882)
Le 30 décembre 1879, contre le conseil de Bersot mourant, le philologue, après avoir hésité à prendre un poste de maître de conférence à l'université, opte pour le métier d'archéologue et , rejoint l'École française d'Athènes au mois de mars suivant après s'être initié pendant quatre semaines à l'École des Hautes Études auprès du spécialiste des tanagras Olivier Rayet à l'analyse des terres cuites et à l'archéologie des sites d'Asie Mineure.

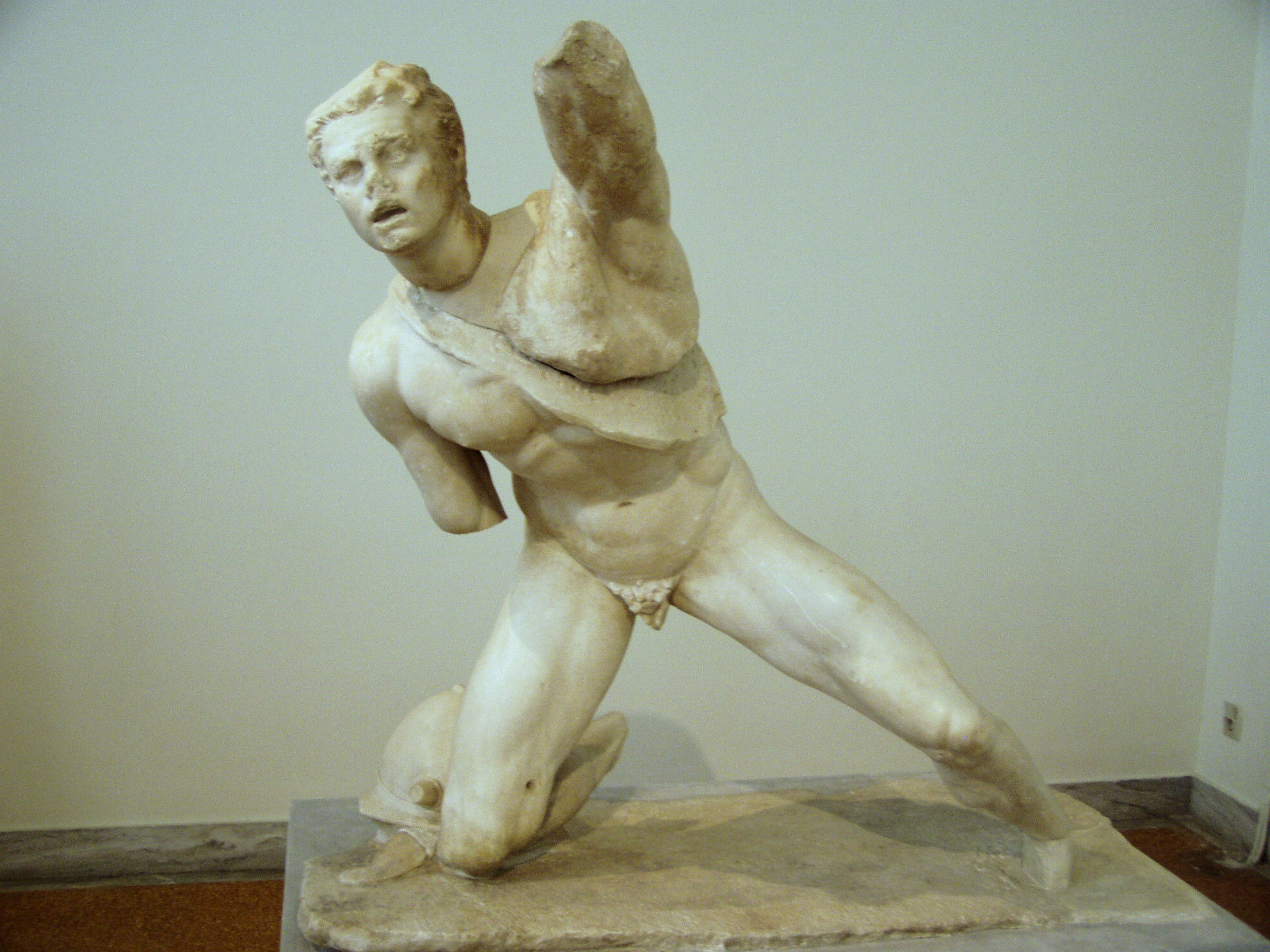
Le Gaulois blessé, découvert par Salomon Reinach à l'ouest du Lac sacré de Délos durant l'été 1882, lui a permis de confirmer le style de l'école de sculpture de Pergame.

Le règlement exigeant un passage préalable à la Villa Médicis, Salomon Reinach débarque à Rome. Il profite de ces deux semaines de mars pour ouvrir son premier chantier de fouilles. Les maigres trouvailles ne lui laisseront pas le temps de découvrir ce qui se révèlera être les abords de la Domus aurea.
Paul Foucart, le directeur de l'École française d'Athènes, ne voulant pas d'archéologue en chambre, Salomon Reinach est envoyé du 10 juillet au 30 août 1880 s'initier au chantier de Myrina puis, emmené par une mission médicale de la marine française, évaluer et faire des croquis des sites des îles Égéennes. Maniaque de l'indexation, il va jusqu'à faire une liste annotée des personnels du navire. Disposant d'une fortune personnelle, il dépense en un mois et demi presque entièrement sa pension, qui est de trois mille six francs par an, à l'achat de pièces proposées par les autochtones, de sorte que ses campagnes sont exceptionnellement fructueuses.
Après une étude à Olympie, il est affecté aux fouilles sur les sites nouvellement découverts en Asie mineure. Ce sont principalement les campagnes de Myrina, près de Smyrne, où de janvier à juillet 1881 en compagnie du normalien de la promotion 1874 Edmond Pottier et parfois seul il explore mais aussi analyse, à partir de mars 1882, cent cinquante tombes, de Cymé, ex capitale de l'Éolide près de laquelle il identifie le palais d'Aigéai où Thémistocle vainqueur s'était retiré, dans les îles de Thasos, qu'il est un des premiers à reconnaître comme un site important, Delos, où il dirige quatre chantiers et découvre le comptoir des Poséidoniastes de Bérytos qui confirme la vocation religieuse de l'île, Imbros, où il se fait épigraphiste sur les traces d'Alexander Conze, Lesbos. Entretemps, il aura visité sur le continent Kavala, Salonique, où il rédige une apologie des yechivahs qui souligne leur rôle émancipateur et, en compagnie d'Albert Sorlin-Dorigny, Troie.

Quelques figurines trouvées par Salomon Reinach et Edmond Pottier.
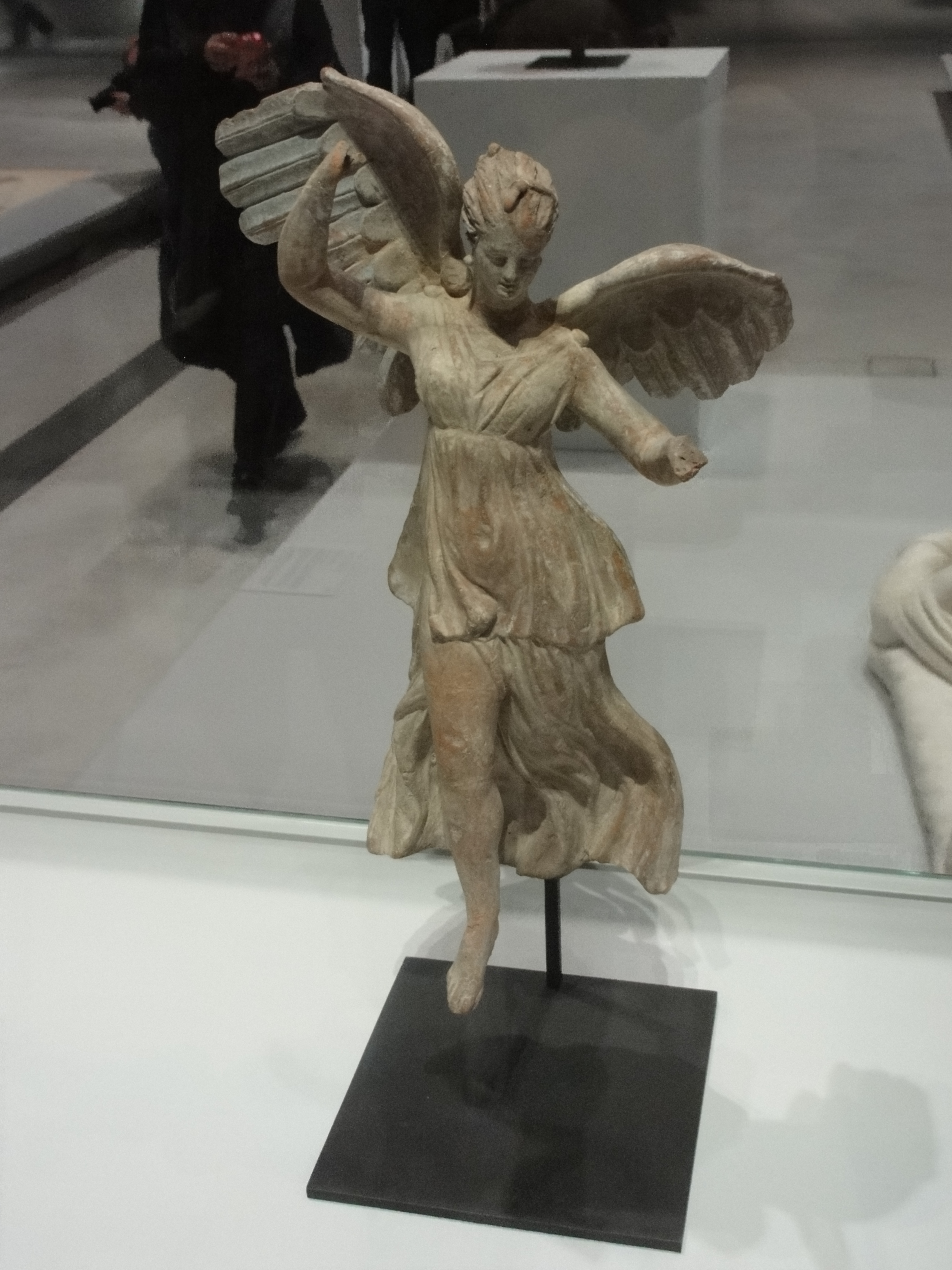
Petite Niké de Myrina, ca. -200[18].
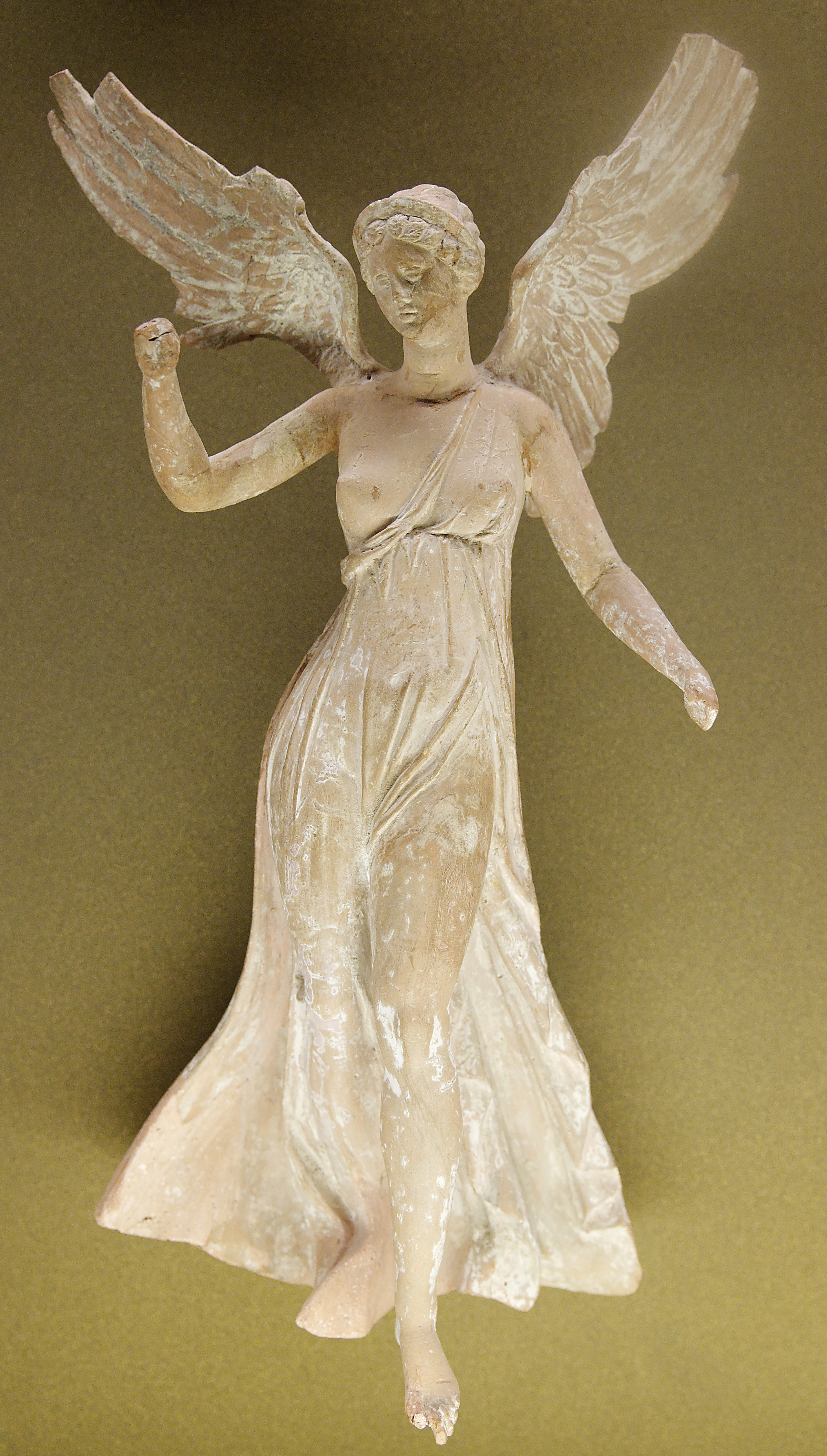
Victoire ailée de l'atelier dit du Coroplathe des Victoires, ca. -180[19].
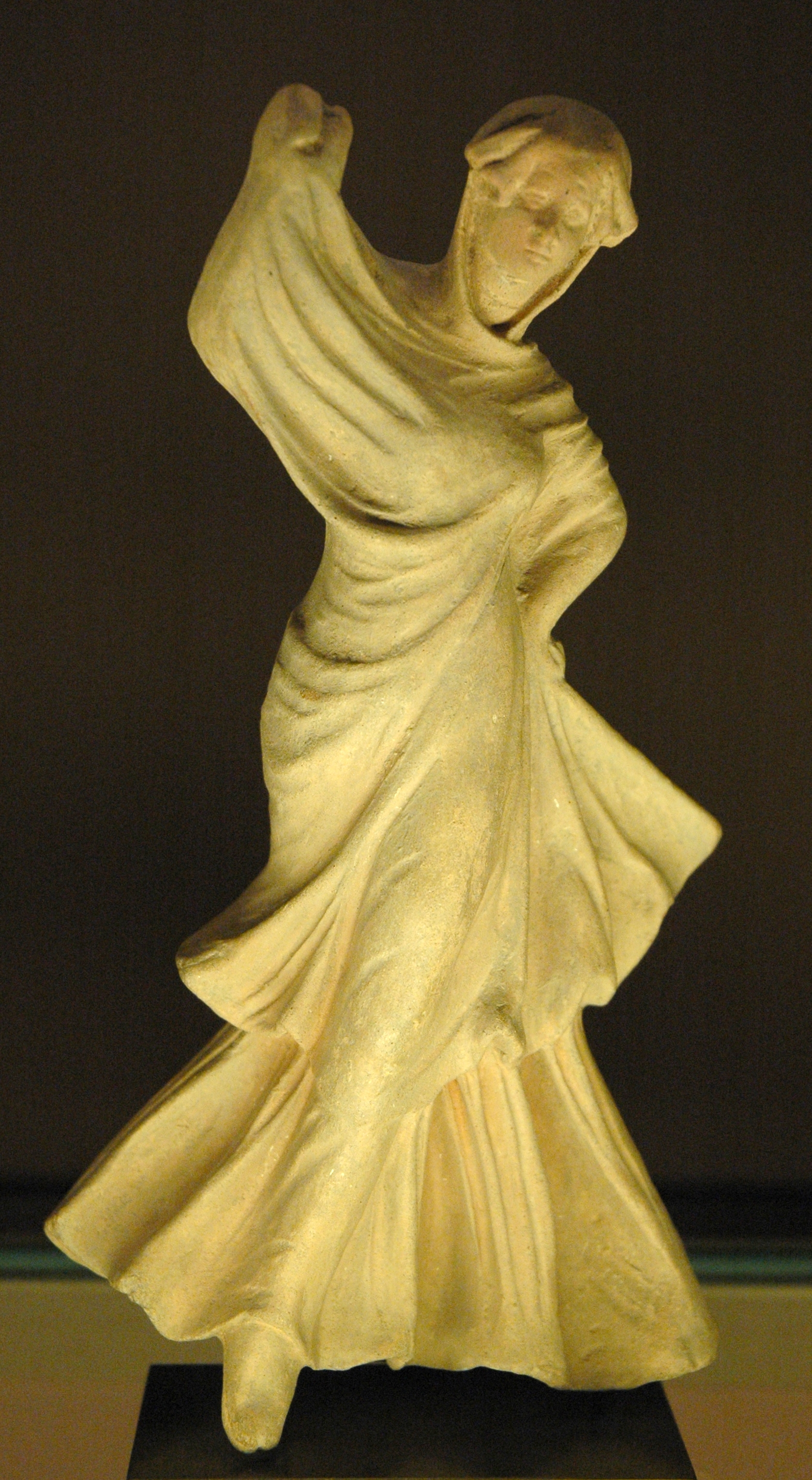
Danse du voile, ca. -120[20].
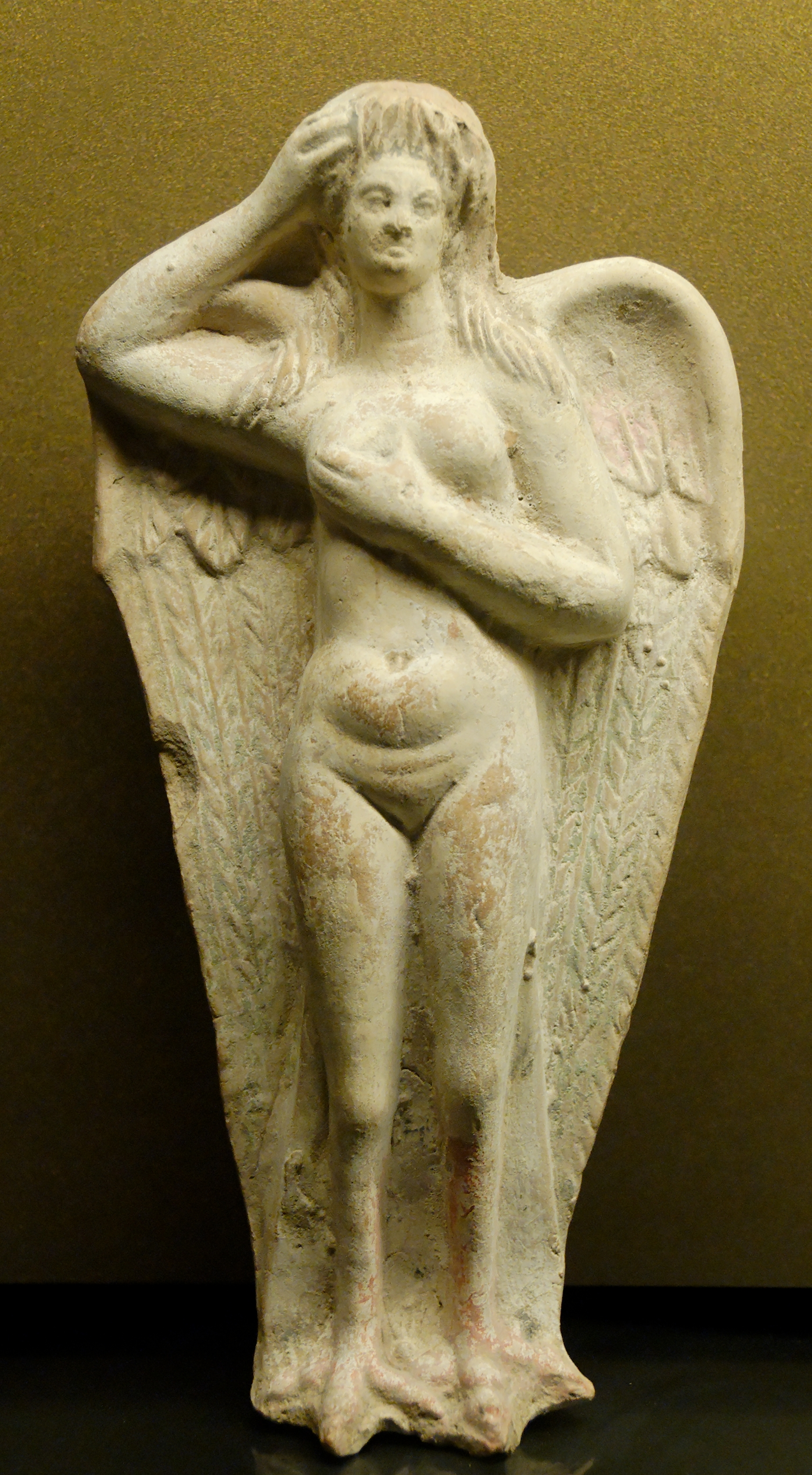
Sirène pleureuse du Ier siècle av. J.-C.[21].
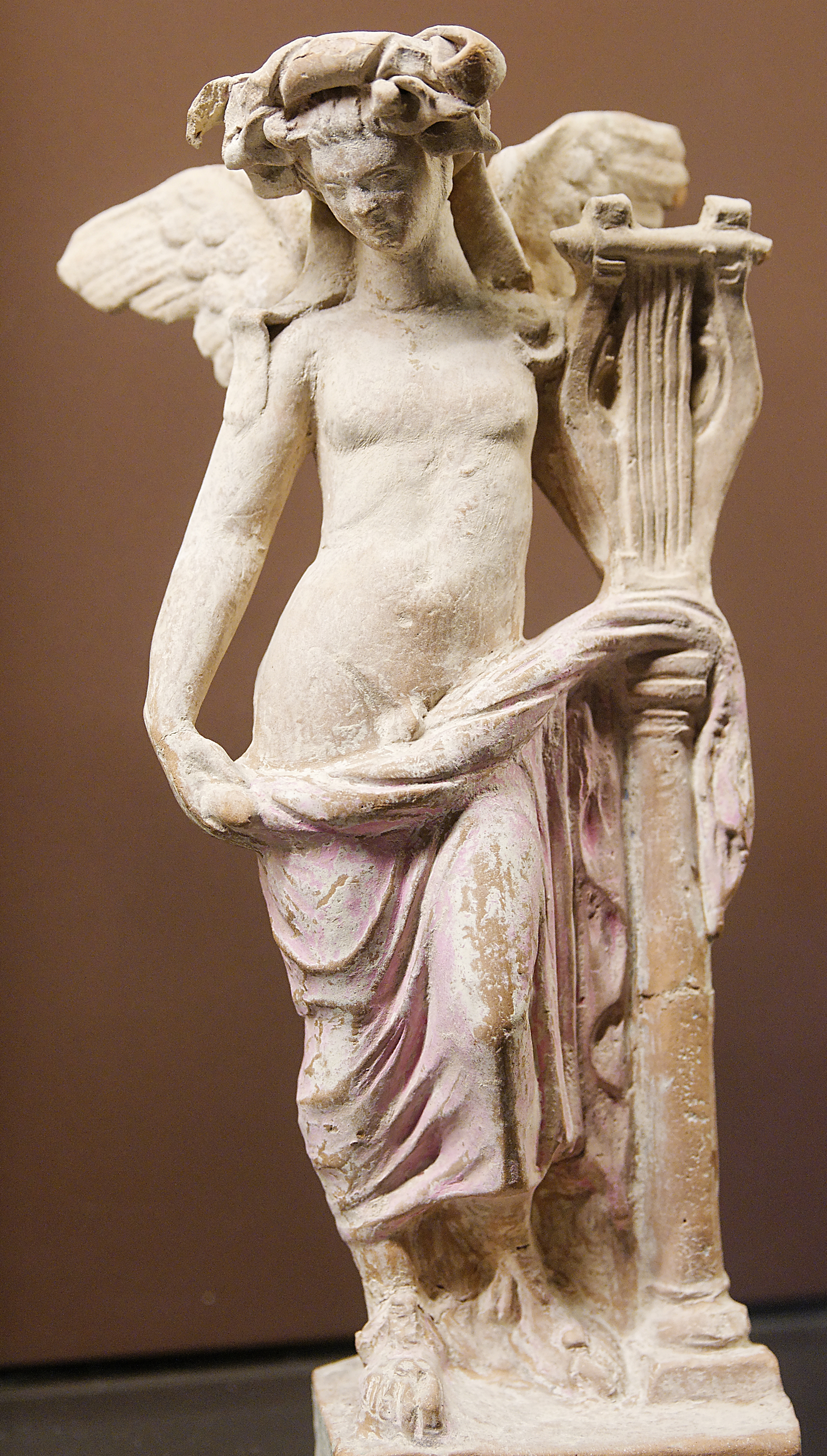
Éros citharède couronné de lierre à lemnisque, ca. -25[22].

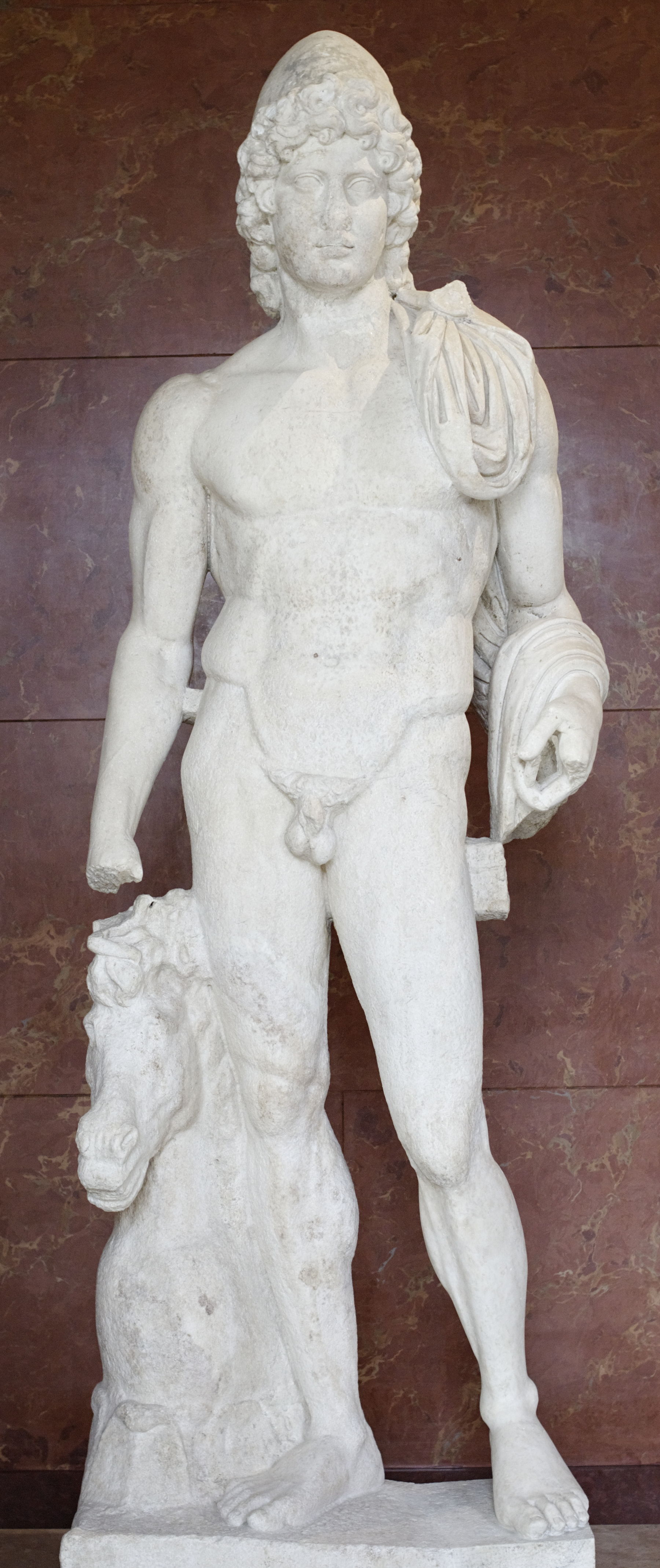
Le Dioscure colossal de Carthage, une des pièces, sans la tête ni le cheval, acquises par Salomon Reinach et Ernest Babelon pour le Louvre en 1883.

Nommé depuis le 15 juin 1880 à Constantinople, l'ambassadeur à Athènes et président de l'Association de correspondance hellénique Charles Tissot, qui nourrit une affection paternelle pour un rare spécialiste « désireux d'apprendre ce qu'il ne sait », le fait venir dans la capitale ottomane. Le jeune homme noue entre janvier et février 1882 une amitié avec le directeur du Musée impérial ottoman, Osman Hamdi Bey, qui le met en mesure d'élaborer des publications qui font connaître à la communauté scientifique les pièces recueillies au palais de Tchinli. Par une analyse systématique, pour la conduite de laquelle il s'est initié à la photographie auprès de Bernard Haussoullier de passage à Paris durant l'hiver 1880, il donne les clefs permettant d'identifier les pièces archéologiques selon les caractéristiques de leurs ateliers d'origine, et accessoirement de lutter contre le trafic croissant de contrefaçons.

#### «Salomon l'Africain» (1883-1885)
De retour à Paris à la fin 1882, Salomon Reinach y est nommé secrétaire de la Commission archéologique de Tunisie, pays sur lequel la France étend son protectorat depuis moins de deux ans. Il obtient ce poste avec l'appui de Charles-J. Tissot, désormais en poste à Londres, mais aussi président de la Commission ; par ailleurs, il aide ce dernier à achever le premier volume d'une somme sur l'Afrique romaine.
Deux années durant, il voyage entre Londres, Paris et Tunis. Aidé du numismate Ernest Babelon puis, en 1885, de l'épigraphiste René Cagnat, il renouvelle sa démarche de documentation comparative sur les sites de Gigthis, de Carthage et de Meninx, ex capitale de l'île de Djerba. Il devient un correspondant assidu de la Revue critique d'histoire et de littérature, à laquelle il avait épisodiquement contribué depuis 1879 et ne cessera plus de donner les comptes rendus savants de ses lectures.
Sous la direction de Charles-J. Tissot, il fait partie de l'équipe qui élabore l'Atlas archéologique de la Tunisie, ce qui le pose en spécialiste reconnu. À la mort prématurément de l'ambassadeur helléniste, c'est à lui qu'il revient de rédiger une nécrologie et qu'est confié l'honneur de parachever l'ouvrage posthume de celui qui s'était fait sa locomotive.

### Conservateur de musée et professeur

#### Les civilisations non classiques (1886-1895)
En janvier 1886, Salomon Reinach, alors qu'il vient de publier une Grammaire latine, est nommé attaché au Musée des antiquités nationales de Saint-Germain-en-Laye auprès d'Alexandre Bertrand, lui-même féru de mythologie grecque,, en remplacement de Gabriel de Mortillet, élu député. Polyglotte, il achève en 1887 la traduction en français de l’Histoire de l'Inquisition au Moyen Âge de l'américain Henry Charles Lea, traduction qui paraitra deux années plus tard en trois tomes. À la mort de son maître Olivier Rayet, il rassemble les œuvres de celui ci auxquelles il adjoint une volumineuse biographie. En à peine trois ans, il produit une synthèse de ce qu'offre le musée des antiquités, synthèse qui fait concourir géologie, minéralogie et paléontologie à l'anthropologie, dont il se fait là le promoteur en France.

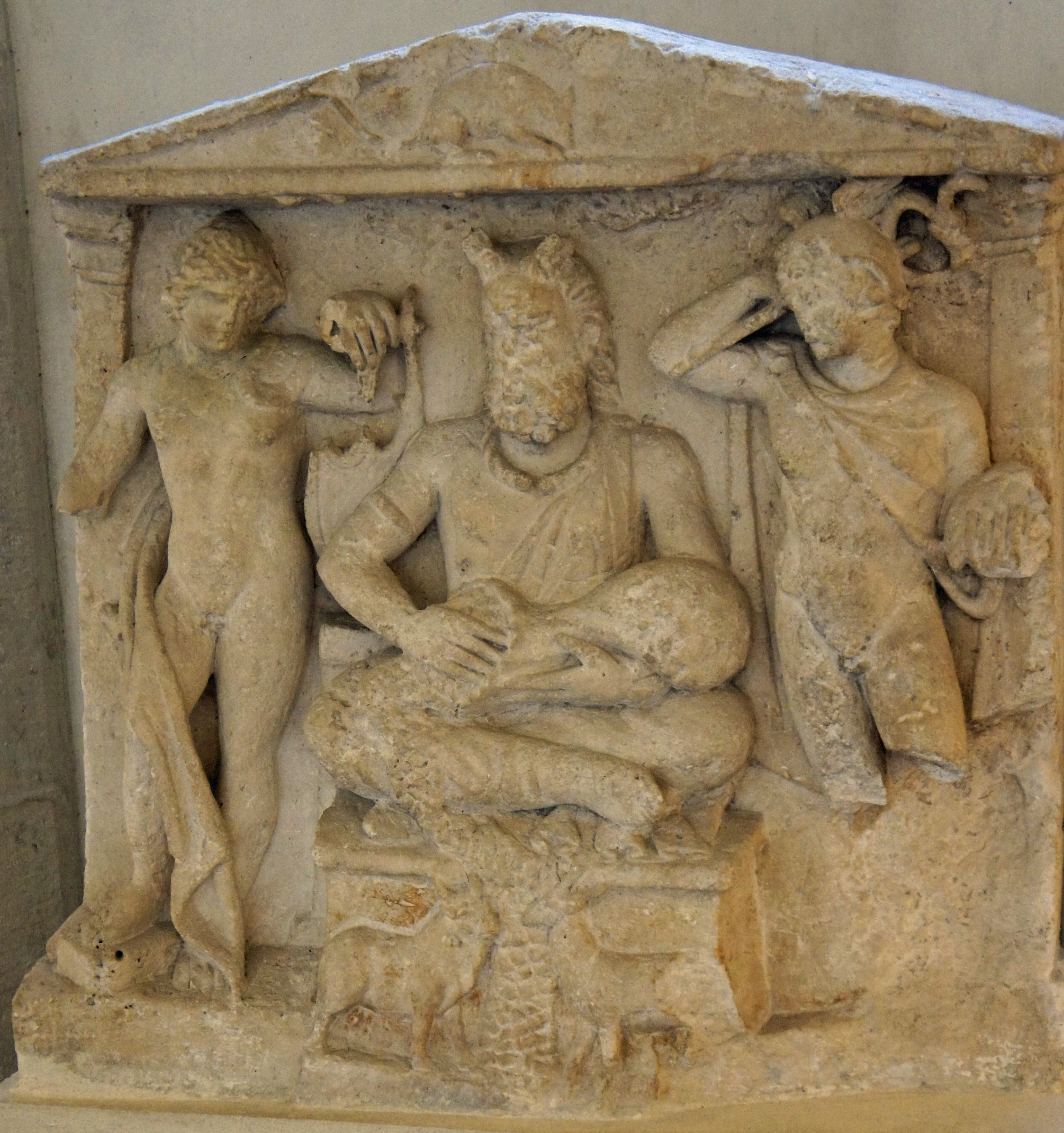
Le Cernunos du Glanum, exemple de pièce et de thème nouveau que Salomon Reinach fait entrer dans l'enseignement académique.

Quatre ans après avoir pris son poste, en 1890, il est chargé par Alexandre Bertrand de le remplacer au cours que celui-ci donne à l'École du Louvre. Il s'y efforce d'intéresser les futurs archéologues à l'art non classique des Celtes et publie des pièces inédites tel le pilier de Mavilly. Le cours est un succès et est renouvelé jusqu'en 1892. Dans cet esprit de sortir des sentiers battus, Salomon Reinach part à Odessa en 1893 mener une campagne de fouilles sur les traces des colonies grécoscythiques du Pont-Euxin. Après quelques semaines, il retrouve le musée de Saint-Germain mais en tant que conservateur adjoint. Installé à Paris même 38 rue de Lisbonne avec son assistante après avoir épousé celle-ci, il en sera directeur du 17 décembre 1902 à sa mort.
Il aménagera les salles du musée, multipliera les catalogues et les inventaires, et compilera des répertoires sur les statues grecques et romaines, les peintures du Moyen Âge et de la Renaissance, et les vases grecs et étrusques. Sa principale innovation sera de systématiser le moulage, réalisé en plâtre dans un atelier du musée, des pièces des collections de sculptures et de permettre ainsi, de même que le catalogage, de mettre en série et développer l'analyse comparative.

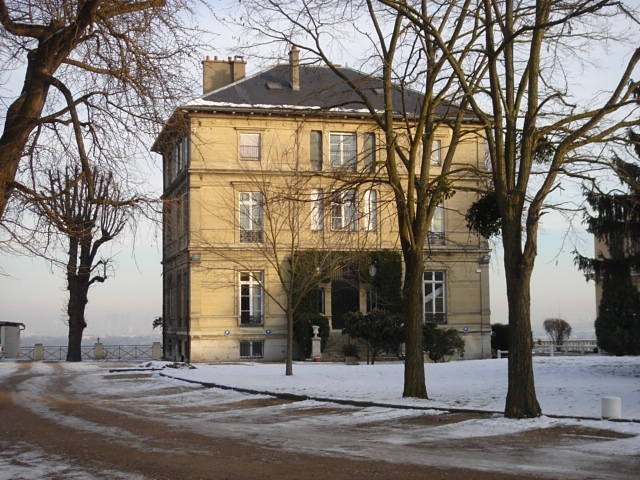
Maison natale des trois frères Reinach. Située au bord de la terrasse du château, elle continuera d'être habitée par Salomon Reinach devenu assistant du conservateur de Saint-Germain.

1893 est aussi l'année où, en publiant un essai sur les meurtres rituels dont continuent et continueront d'être accusés les Juifs, il s'engage scientifiquement dans le combat contre la vague d'antisémitisme déclenchée par le best-seller La France juive d'Édouard Drumont. Dès juin 1892, il s'inquiétait avec ses frères Joseph et Théodore de la campagne de La Libre Parole contre la présence d'officiers juifs dans l'armée française. Dans la « fin de siècle », il se pose, à l'instar d'Adolphe Franck, Sylvain Lévi, Israël Lévi, en figure du savant républicain illustrant et défendant les acquis de la Révolution qui a émancipé les Juifs. Par contrecoup, cet engagement lui vaudra, plus encore à son frère Théodore, Secrétaire de la Société des études juives, d'être personnellement fustigé par les sionistes tel Ahad Ha'Am, le maître de Martin Buber, comme un suppôt de l'assimilationnisme, un traître à son identité qui aurait acheté sa liberté en vendant son âme.
À partir de 1895, il enseigne régulièrement, en tant que suppléant, à l'École du Louvre. Il y reprend le cours d'Alexandre Bertrand, son patron, après l'avoir lui-même développé. Il bouscule les habitudes en développant sa théorie du « mirage oriental » c'est-à-dire de l'occultation de l'apport des civilisations non orientales, ni grecque, ni akkadienne, ni égyptienne. C'est l'année où il commence aussi de publier dans la Gazette des beaux-arts, que dirige l'oncle de sa belle sœur, Charles Ephrussi, les traductions qu'il fait des critiques de Bernard Berenson. Il fait paraître sa traduction d'un homologue d'Uppsala, Oscar Montelius, inventeur d'une méthode de sériation (en) en archéologie.

#### L'affaire de la tiare de Saïtaphernès (1896)

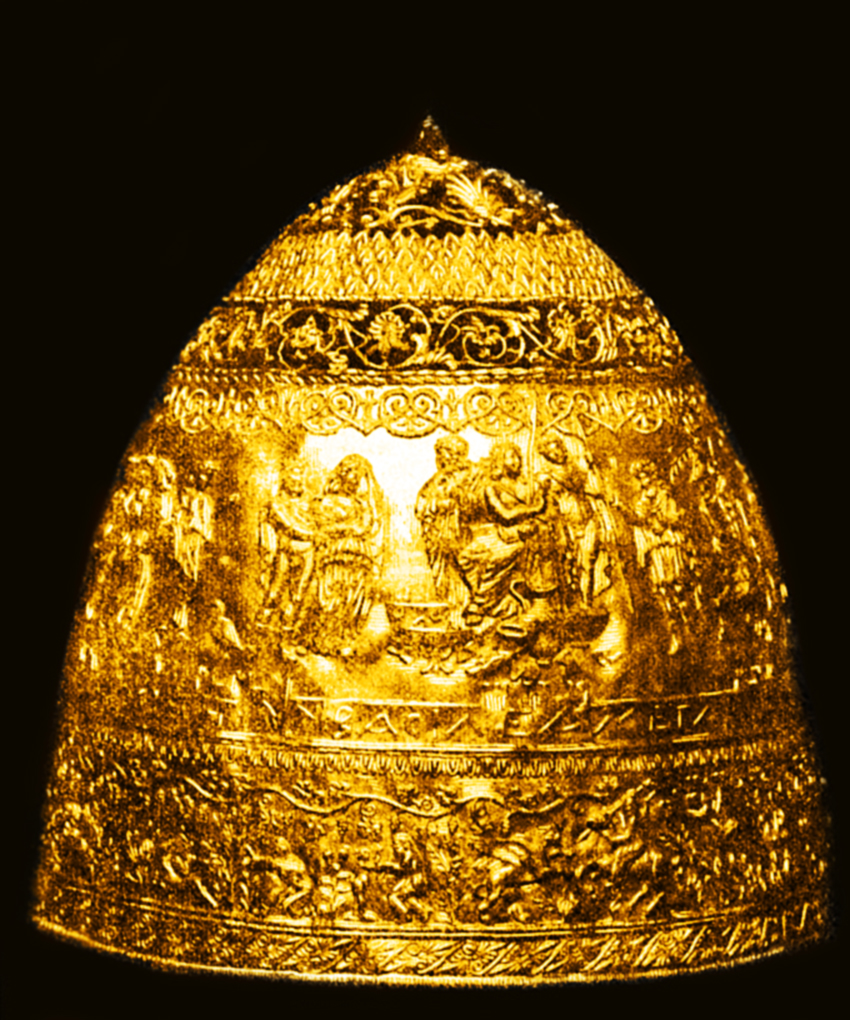
La « tiare de Saïtaphernès ».

Le 26 mars 1896, Salomon Reinach siège au comité scientifique du Louvre présidé par Albert Kaempfen et vote pour l'acquisition d'un ensemble d'objets en or, dont la tiare de Saïtapharnès. Son frère Théodore avance une partie des 200 000 francs or nécessaires à l'achat. Répondant à une sollicitation des lecteurs du Figaro, Salomon Reinach accepte conter dans ses colonnes la vie du roi scythe Saïtapharnès.
Cependant, Antoine Héron de Villefosse, conservateur chargé des sculptures grecques et romaines, émet rapidement des doutes sur l'authenticité de l'objet, de même qu'Adolf Furtwängler, conservateur de la glyptothèque de Munich. À la suite de l'enquête menée par Charles Clermont-Ganneau, la mystification est démasquée : la tiare est un faux de l'artiste Israël Rouchomovsky.
Refusant d'admettre toute responsabilité personnelle dans cette affaire, Salomon Reinach se défendit à la fin de sa vie en expliquant n'avoir jamais vu la tiare au moment où il en vota l'acquisition. Il prétendit également avoir participé le 1er avril 1896 à la séance de présentation de l'objet à l'Académie des inscriptions et belles-lettres et avoir été le premier à exprimer des doutes sur l'authenticité à cette occasion. Sa présence à une croisière en Méditerranée sur Sénégal le 1er avril exclut pourtant catégoriquement ce récit.

#### Cible de l'antisémitisme (1897-1901)
Le 4 décembre 1896, Salomon Reinach est élu à l'Académie des inscriptions et belles-lettres après avoir échoué de peu l'année précédente. Il n'a que trente neuf ans. Certains confrères, qui ne sont pas de l'Institut, font courir le bruit que lui et son frère, parce qu'ils sont Juifs, ont organisé la duperie de Saïtapharnès, tel Judas, pour de l'argent, laissant entendre que comme Dreyfus, ils se seraient faits agents de l'étranger.
Salomon Reinach, au début de l'année 1897, est un des tout premiers, avec son collègue Gabriel Monod et le jeune Lucien Herr, à donner du poids à l'appel à la révision du procès d'Alfred Dreyfus qu'a publié le journaliste Bernard Lazare et à dénoncer la conspiration contre le condamné pour lequel la loi a été modifiée afin de pouvoir créer des conditions de détention susceptibles de le faire disparaître. En 1900 ou 1901, il fait appointer Bernard Lazare par la Jewish Colonization Association grâce à l'intermédiaire d'un de ses directeurs, son ami Émile Meyerson. La polémique de la tiare sera entretenue pour alimenter l'antisémitisme, même après que le rapport commandé à Charle Clermont-Ganneau en 1903 aura établi la vérité sur l'affaire.

#### L'accès à une notoriété internationale (1902-1904)
Cela n'empêche pas Salomon Reinach d'être nommé en 1902, sous le gouvernement Combes, conservateur des Musées nationaux et d'être promu titulaire de la chaire d'archéologie nationale de l'École du Louvre. Il y créé le cours d'histoire générale de l'art, capable au besoin de le dispenser en anglais. En vingt-cinq leçons, qui seront publiées sous le titre Apollo et traduites dans le monde entier, il présente l'évolution de l'art depuis les origines jusqu'à l'Exposition de 1900. Ces conférences sont un succès mondain de l'ampleur de celles que Bergson donne au Collège de France.

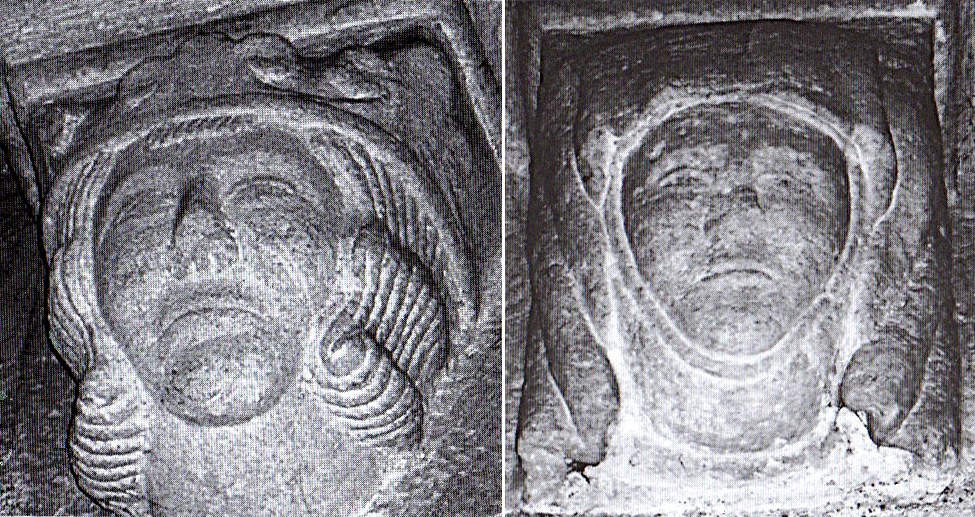
Saint Louis et Blanche de Castille sur deux des douze culs-de-lampe de la tour de Guise à Tours, exemple des interprétations audacieuses typiques de l'érudition de Salomon Reinach.

Le non-conformisme des hypothèses et le détail des interprétations audacieuses du professeur ne cessent de surprendre, voire de susciter la polémique entre spécialistes. Par exemple en 1902, il identifie, par comparaison avec la clef de voûte sculptée de la chapelle de Saint-Germain-en-Laye, sur les statuts en culs-de-lampe qui sont dans le château de Tours, aux deux premiers niveaux de la tour de Guise, les portraits, vraisemblablement authentiques vu les « traits individuels très prononcés », de Blanche de Castille, de Saint Louis et des frères de celui-ci, Robert d'Artois, Alphonse de Poitiers et Charles de Sicile, identification un siècle plus tard toujours en attente de confirmation.
Cette même année 1902, il obtient de l'Académie une subvention qui finance une seconde campagne française, conduite par Émile Cartailhac, à Altamira. Grâce à la participation d'un archéologue de vingt-quatre ans, l'Abbé Breuil, qui s'assure là le soutien financier définitif du Prince Albert de Monaco, un ami de Salomon Reinach, l'authenticité de l'art pariétal est enfin reconnue.
En janvier 1903, Georges Perrot l'appelle à partager avec son fidèle ami Edmond Pottier le poste de directeur de publication de ce qui est aujourd'hui l'un des plus anciens périodiques scientifiques français, la Revue archéologique. Tout en apportant ses propres articles, il prend personnellement en charge le développement les rubriques Nouvelles, Chronique et Comptes Rendus. Diffuser le savoir, le sortir du domaine réservé des spécialistes et le faire entrer dans le champ de la pluridisciplinarité, mais aussi faire œuvre de vulgarisation est et restera un des moteurs de son action.
Salomon Reinach, en défenseur des acquis de la Révolution, anime un réseau de soutien financier aux campagnes électorales des radicaux socialistes, ce que ne manquent pas de dénoncer ses détracteurs antisémites. À la fin de l'année 1904, durant les travaux de commission parlementaire Buisson-Briand qui préparent la loi de séparation des Églises et de l'État, il participe avec son frère Joseph et une quinzaine d'autres francs-maçons aux discussions dominicales organisées autour de Ferdinand Buisson par Paul Desjardins dans l'atelier de l'impasse Ronsin. Ces discussions sont vraisemblablement à l'origine de la séparation du culte et des œuvres instaurée par l'article 4 de la nouvelle loi, celui-ci prévoyant que les hospices et hôpitaux religieux rejoignent le service public.

#### Anthropologue totémiste (1905-1909)

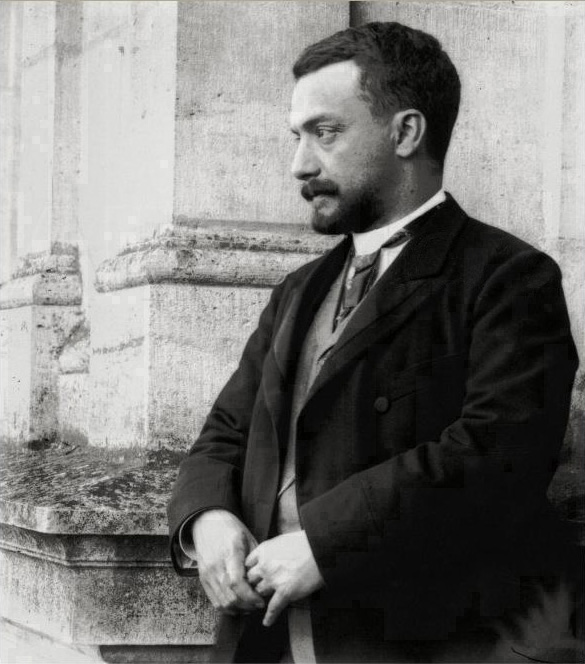
Salomon Reinach au début du siècle.

En 1905, Salomon Reinach fait reprendre les chantiers du mont Beuvray et d'Alésia, jusqu'alors envisagés comme des témoignages d'un folklore national réinventé et d'une gloire gauloise qui ne soit pas redevable à l'Italie. À l'École du Louvre, développant une vision synthétique de l'art, il ajoute à sa chaire d'archéologie celle d'histoire de la peinture.
Parallèlement, il entame la publication (sur près de vingt ans) de son œuvre majeure, Cultes, mythes et religions, une somme destinée aux érudits dans laquelle il expose les preuves matérielles de la force des mythes et des symboles religieux primitifs à persister à travers de nouvelles formes de cultes, que ce soit chez les Celtes, chez les Grecs ou chez les Romains. L'analyse faite à partir des concepts de totem et de tabou empruntés à un savant anglais, James George Frazer, scandalise les habitudes de la Sorbonne et l'orgueil national. Le phénomène religieux, ce qui sous entend aussi le judaïsme et le christianisme, est analysé comme un animisme plus ou moins évolué instaurant le sacré et ses interdits par un discours opératoire, la magie, qui est un état de la « science non encore laïcisée », et par sa mise en œuvre, le rituel, qui est le sacrifice d'une figure, tel Orphée ou Actéon, dont la fonction est fondamentalement totémique.
Enseignant à l'occasion à l'École des hautes études sociales, Salomon Reinach complète dès 1909 les trois premiers volumes de Cultes, mythes et religions, l'édition fortement révisée de 1923 en comportant cinq, d'un panorama de toutes les religions intitulé Orpheus. Synthèse de six cents pages, dont la moitié est consacrée aux seuls judaïsme et christianisme, il y dégage les principes de l'histoire des religions. La publication lui vaut de se voir reprocher par son assistant au musée de Saint-Germain, Henri Hubert, un élève de Durkheim et condisciple de Marcel Mauss, froideur scientifique et simplifications abusives. Ces deux ouvrages seront cités fréquemment par Freud deux ans plus tard dans Totem et tabou.
C'est dans un opuscule publié en Italie que Salomon Reinach décrit par quelques exemples le système de dérivation de sens par lequel le discours sur les objets, transformés en objets de culte, construit les mythes qui alimentent les religions. Il y voit le même phénomène anthropologique dans la période contemporaine qu'à l'époque archaïque. La même incompréhension populaire fait naître le mythe des murs cyclopéens, des géants qui les auraient construits, et la dévotion à la fontaine de Lourdes. Le culte voué par Bernadette Soubirou et le peuple illettré n'a pas plus à voir avec la conception qu'ont les théologiens de l'Immaculée conception que les croyances des anciens grecs concernant par exemple les supplices subis aux enfers par Tantale ou Sisyphe n'avaient de rapport avec les premiers récits religieux sur ces personnages, présentés originellement comme des héros civilisateurs.
Sa position amène le Professeur Reinach à fréquenter les artistes en vue, mais il se lie plus particulièrement aux architectes Henri-Paul Nénot et Victor Laloux ainsi qu'au peintre Alain-Marie Michel-Villeblanche, un élève de Léon Cogniet. Amateur de Renée Vivien, qui meurt en 1909, et de la traduction de Sappho que la poétesse parnassienne a produit en 1903, il est alors choisi pour être curateur de la succession de celle ci. Admirateur éperdu, mais aussi parfois ironique, de Liane de Pougy, autre lesbienne célèbre qu'il compare à Diane de Poitiers, il conserve les attentions de celle-ci jusqu'après qu'elle s'est mariée, en 1910, cantonnant sa propre femme à une position compréhensive.

### Une autorité influente

#### L'Institut français d'anthropologie (1910-1911)
En 1910, après six années de double enseignement, Salomon Reinach abandonne la chaire d'histoire de la peinture et en 1911, soutenu par Albert de Monaco, fonde avec Louis Lapicque, René Verneau et Marcellin Boule, l'Institut français d'anthropologie, jumeau de l'Institut de paléontologie humaine qui en est cependant financièrement et administrativement indépendant.
Fort des progrès accomplis en ethnologie par son ami Arnold van Gennep et en sociologie par Émile Durkheim, contemporain dont il admire la profondeur non sans lui reprocher toutefois des préjugés moraux quand, par exemple, celui-ci distingue fonctions conjugales et fonctions parentales, il s'agit pour Salomon Reinach, dans le prolongement de l'Écoles des hautes études, de prendre le relai d'une Société d'anthropologie de Paris sclérosée par des études réduisant l'homme à son anatomie et sa physiologie, ignorante du fait culturel. Il assume le premier mandat de président de l'IFA, statutairement limité à trois années.

#### Féminisme et pacifisme (1911-1918)

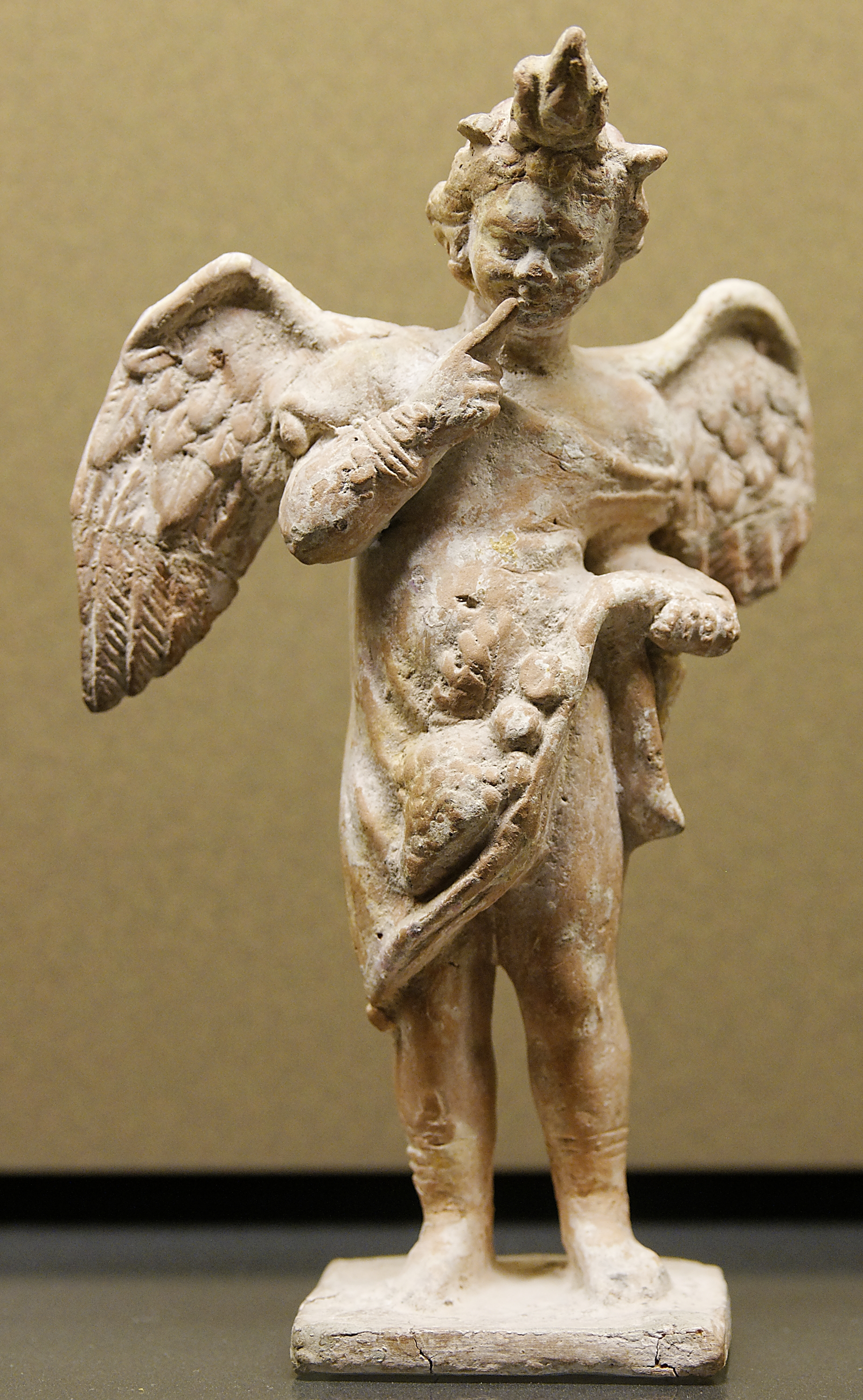
Éros harpocratique, symbole des secrets sub rosa. Figurine fabriquée durant la première moitié du, elle a été acquise en 1883 à Myrina par Salomon Reinach personnellement, qui en a fait don au Louvre en 1886.

Parallèlement, Salomon Reinach rédige une série de manuels à destination des jeunes filles qui souhaitent entreprendre des études de lettres classiques supérieures mais en sont de fait exclues. C'est sa façon de s'engager dans la féminisation de l'intelligentsia française et ce qu'il appelle la « parthénagogie », littéralement l' « éducation des jeunes filles ».
En 1913, il participe à la fondation de la Société des amis de la Bibliothèque nationale.
À partir de juin 1914, il rassemble tout ce qu'il peut trouver sur feue Renée Vivien, « une fille de génie et le plus grand poète français du XXe siècle », documentation qu'il déposera, en même temps que ses propres manuscrits, à la Bibliothèque nationale avec instruction de la conserver sub rosa jusqu'au 2 janvier 2000.
Dès la bataille de la Marne, en septembre 1914, et le sursaut national pour empêcher une seconde fois la chute de Paris, Salomon Reinach, au côté de son frère Joseph, qui a perdu son fils Adolphe dans les premiers combats et est conseiller d'état major, ainsi que de Jules Violle, milite, comme le feront Charles Nordmann puis Marie Curie, pour « la guerre scientifique », c'est-à-dire une utilisation dans la guerre des techniques modernes qui ne conduise pas à des destructions massives. Tel Polybe, il se fait le chroniqueur des évènements. Il s'implique dans le débat intellectuel francoallemand pour dénoncer l'instrumentalisation racialiste et eugéniste de la science et l'utilisation du darwinisme social au service des nationalismes. Il est de ce cercle d'intellectuels, compagnons de route des Socialistes, qui diffusent l'idée de ce qui deviendra la Société des Nations et imagine lui-même un dispositif de contrôle des armes tel qu'il fonctionne aujourd'hui au sein de l'Organisation des Nations-Unies.
Il attend la fin de la Grande guerre pour se mettre totalement en retraite de l'École du Louvre en 1918.

#### Les engouements d'une semi-retraite (1918-1931)
Durant les Années folles, le professeur Salomon Reinach, qui rencontre tous les vendredis le vivier avant-gardiste mais germanopratin du Salon de l'Amazone, 20 rue Jacob, s'attache à une figure de la jeunesse libérée, Romaine Brooks. Celle-ci est la compagne de l'animatrice du salon, Natalie Barney, elle-même ex amante de Liane de Pougy puis de Renée Vivien.

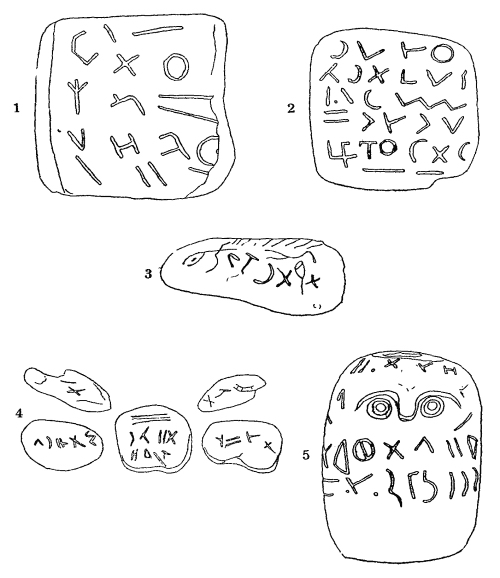
Inscriptions relevées sur le site de Glozel et publiées par Salomon Reinach. Après de longs débats, l'expertise de Jean-Pierre Adam y reconnaît en 1988 un patchwork frauduleux issu de divers systèmes d'écriture orientaux.

En 1926, il publie un article sur Jésus dans un ouvrage collectif présentant des points de vue opposés. La publication intervient au moment où Mussolini, à la suite des Accords de Locarno, entame avec le Vatican la négociation des Accords du Latran et réconcilie ainsi le fascisme, dont l'essence demeure encore largement incomprise, avec l'opinion publique catholique française. Salomon Reinach se prononce en faveur de la thèse, dénigrée par ses détracteurs catholiques sous l'adjectif de « mythiste », qui, avec Paul-Louis Couchoud, sans explicitement nier l'existence historique de Jésus, affirme que l'historien ne peut en pratique rien déterminer de ce que fut ce personnage et que, quel qu'il fût, il a peu à voir avec la personne du Fils de Dieu telle qu'elle est présentée dans le discours religieux des Apôtres.
Sa passion pour l'archéologie non classique l'amène à s'impliquer dans la controverse de Glozel. Il se rend sur place en 1926 et, en 1927, conduit des fouilles. L'examen des strates superficielles, intactes, le convainquent de l'authenticité du site. Il s'oppose ainsi à René Dussaud. Plus qu'une querelle d'experts et de réputations, l'affaire, en connaissant dès 1928 une dérive judiciaire, est une remise en cause de la scientificité des méthodes de datation de l'époque, dont il s'était fait le chantre. Ses vieux jours s'assombrissent encore plus quand, le 28 octobre 1928, il perd son plus jeune frère, brusquement emporté par une embolie six ans et demi après son frère aîné. Il assume dès lors à sa place une participation au conseil de direction de la Gazette des Beaux-Arts.
Ardent défenseur des droits des Juifs et d'une certaine modernité du judaïsme, vice président de l'Alliance israélite universelle depuis 1902, membre de la Société des études juives dont son frère Théodore était Secrétaire, il est élu pour l'année 1929 vice président de la Jewish Colonization Association, dans laquelle il est très actif depuis 1900. En 1931, il révise avec Julien Weill la traduction de la Guerre des Juifs éditée dans le cadre de la publication des œuvres complètes de Flavius Josèphe entreprise par le même Théodore depuis sept ans.

### Mort et funérailles

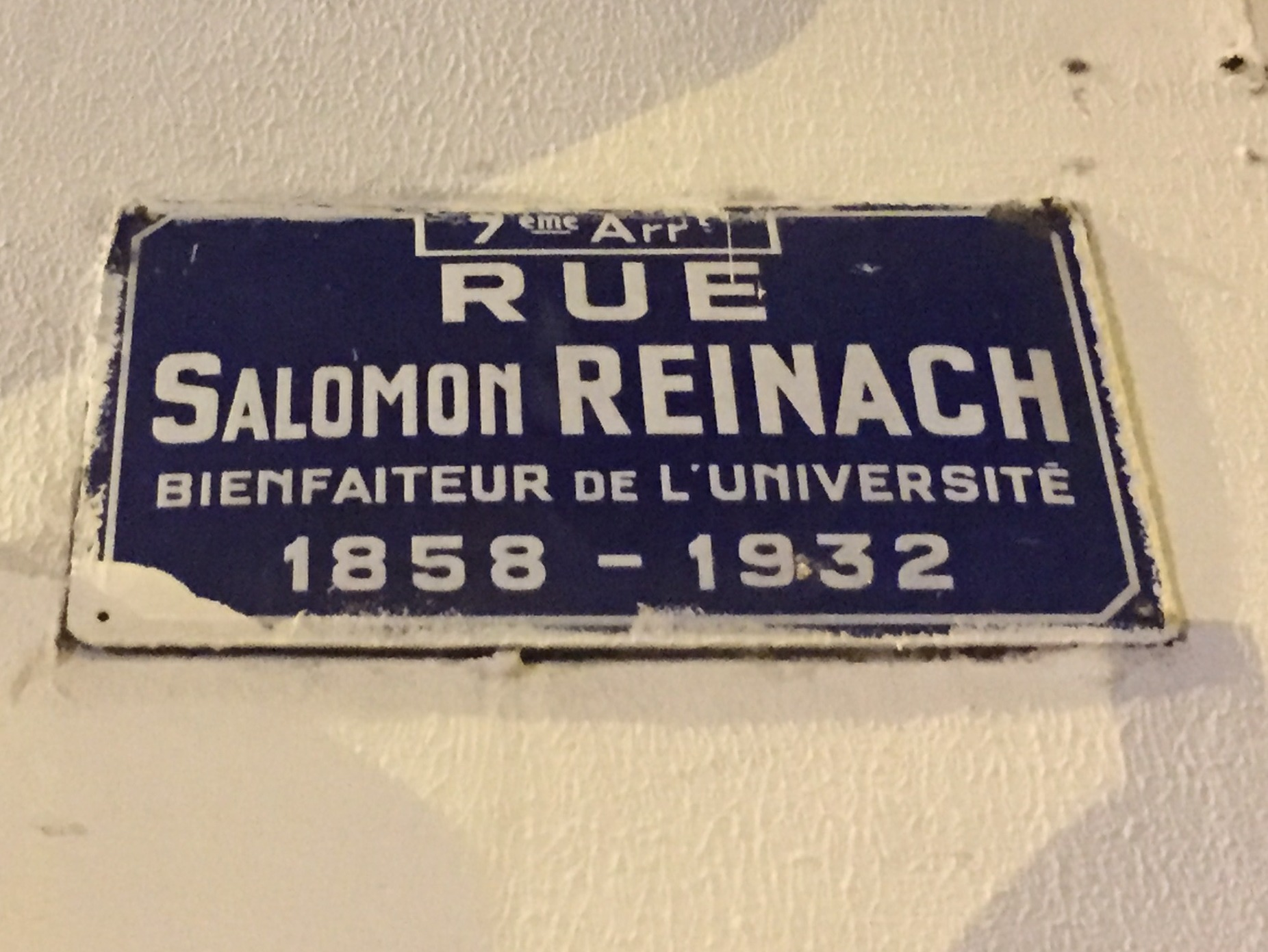
Plaque de la rue Salomon Reinach, qui traverse le VIIe arrondissement de Lyon parallèlement à la rue de l'Université.

Diabétique depuis l'âge de cinquante ans et insomniaque ruinant sa santé par ses travaux sédentaires depuis l'adolescence, souffrant d'artérite au point de ne plus se déplacer depuis avril 1932 qu'en fauteuil roulant, refusant les thérapeutiques innovantes proposées, Salomon Reinach demande à regret sa mise à la retraite pour le 1er janvier 1933. Deux mois avant cette date, il meurt des suites d'une pneumonie 16, avenue Victor-Hugo, actuelle avenue Robert-Schuman à Boulogne, près de Paris, dans une vaste villa du parc des Princes appelée l'Étrier et située à l'angle de la rue du Châlet, voie qui porte aujourd'hui son nom, où, voisin du peintre Jules de Gaultier et du sculpteur Joseph Bernard puis du pastorien René Dujarric, il habitait non loin de son jeune ami Paul Landowski.
Il est inhumé dans le carré juif du cimetière de Montmartre. Conformément à sa volonté expresse et contrairment à l'usage, cette inhumation a lieu sans discours. Également malade, son épouse et collaboratrice le rejoint deux mois plus tard.
Par son testament, il lègue sa bibliothèque personnelle à l'université de Lyon, ville qui donne en 1934 son nom à une des rues du quartier de la Guillotière, à proximité de l'actuel campus des quais de l'université Jean-Moulin-Lyon-III (palais de l'Université).

## L'anthropologie des religions selon Salomon Reinach

### La religion comme jeu de symboles
Philologue qui a choisi de se confronter aux tanagras et autres terres cuites grecques pour ainsi dire les faire parler, Salomon Reinach défend que mythes et religions, « maladie du langage », ne relèvent pas de la Tradition dont ils se soutiennent mais d'un contresens culturel. Ils sont en effet plus que les traces d'un passé rémanent ou le souvenir dégénéré d'une histoire, mais des fables du présent construites, par métonymie et métaphore, dans le but de réaménager la notion de péché et de redonner, dans ce nouveau contexte moral, un sens magique aux objets d'art et aux discours reçus en héritage dont la signification rituelle, a été perdue ou est incomprise. L'histoire d'une religion ne se fait donc pas tant par la confrontation du récit d'un passé qu'elle revendique aux preuves archéologiques que par le déchiffrage des symboles qu'elle utilise pour structurer la société qui la pratique.

### Mythe d'un classicisme
En insistant sur la rémanence des symboles du sacré et partant sur les causes intrinsèques aux sociétés de l'évolution des religions, Salomon Reinach renvoie au rang de mythe les fondements historiques que celles-ci se donnent et bouscule la vision de l'origine orientale de la civilisation occidentale, en particulier du christianisme, ce qu'il appelle « le mirage oriental ».
C'est sur l'étude des civilisations non classiques, en particulier de la civilisation celtique, à laquelle l'a initié Alexandre Bertrand, et ses réaménagements à l'époque galloromaine, qu'il fonde son axiome. Il le corrobore par l'étude des époques non classiques de la civilisation grecque.

## Principales publications

### Catalogues et guides de musée
- Catalogue du Musée impérial d'antiquités, 1882.
- Catalogue sommaire du Musée des Antiquités nationales, 1887.
- Description raisonnée, vol. I Époque des alluvions et des cavernes, 1889.
- Description raisonnée, vol. II Bronzes figurés de la Gaule romaine, 1894.
- Guide illustré du musée des antiquités nationales, 1899.
- "Esquisse d'une histoire de la collection Campana", Revue archéologique, Paris.
- Pseudo. Sigismond Marot, Les Chefs-d'œuvre du Musée du Louvre, 1900.
- Musée chrétien de la chapelle de Saint-Germain-en-Laye, 1903.
- Album des moulages et modèles en vente à Saint-Germain, 1908.
- Catalogue illustré du Musée des antiquités nationales au château de Saint-Germain-en-Laye, vol.I, 1917.
- Catalogue illustré du Musée des antiquités nationales au château de Saint-Germain-en-Laye, vol.II, 1921.

### Répertoires archéologiques

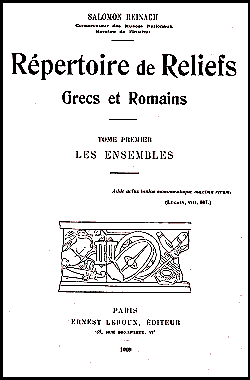
Aventure éditoriale de trente quatre années, les Répertoires de Reinach, se voulaient sous un format maniable, les dictionnaires des différents langages de l'archéologie. Ils ont fait connaître 70000 documents, dessinés, photographiés, commentés, permettant sinon de tout savoir, du moins de savoir où tout trouver.

- Avec E. Pottier, Terres cuites et autres antiquités trouvées dans la nécropole de Myrina, catalogue raisonné, Paris, Imprimeries réunies, 1886.
- Avec E. Pottier & A. Veyries, La nécropole de Myrina, 1887, 2 vol.
- Géographie comparée de la province romaine d'Afrique, « Exploration scientifique de la Tunisie » vol. II, Paris,Imprimerie nationale, 1888.
- Bibliothèque des monuments figurés grecs et romains, vol. I « Voyage archéologique de Philippe Le Bas », 1888.
- Bibliothèque des monuments figurés grecs et romains, vol. II « Peintures de vases recueillies par Millin et Milling », 1891.
- Antiquités de la Russie méridionale de Kondakof-Tolsloï, 1891-1892.
- Bibliothèque des monuments figurés grecs et romains, vol. III « Antiquités du Bosphore cimmérien rééditées avec un commentaire nouveau et un index général des Comptes Rendus », 1892.
- Bibliothèque des monuments figurés grecs et romains, vol. IV "Pierres gravées des collections Malhorough et d'Orléans", 1895.
- Bibliothèque archéologique.
- La Sculpture en Europe avant les influences gréco-romaines, 1896.
- Chroniques d'Orient, fouilles et découvertes de 1883 à 1890., Didot, Paris, 1891.
- Chroniques d'Orient - Documents sur les fouilles et découvertes dans l'Orient hellénique de 1891 à 1895, 2e série., Didot, Paris, 1896.
- Répertoire de la statuaire grecque et romaine, Leroux, Paris, 6 vol., 1897, 1898... 1930.
- Répertoire des vases peints grecs et étrusques, Leroux, Paris, Vol. I, 1899, Vol. II, 1900.
- Recueil de têtes antiques idéales ou idéalisées, Gazette des Beaux-Arts, Paris, 1903.
- Répertoire de reliefs grecs et romains, 3 vol., 1909-1912.
- Répertoire de l'art quaternaire, 1913.
- Répertoire de peintures grecques et romaines, 1922.

### Répertoires de peinture
- « Un manuscrit de la bibliothèque de Philippe le Bon à Saint-Pétersbourg », Monuments et mémoires, t. XI, Académie des inscriptions et belles-lettres, Paris, 1904.
- Les Tableaux inédits ou peu connus de collections françaises, 1906.
- Répertoire de peintures du Moyen Âge et de la Renaissance, (1280-1580), Paris, Leroux, 1907-1910, réed. 1923.

### Cours et conférences d'histoire de l'art et des civilisations
- Traité d'épigraphie grecque, précédé d'un Essai sur les inscriptions grecques par Charly Thomas Newton, Leroux, Paris, 1885.
- La Colonne Trajane au musée de Saint-Germain, notice et explication, Paris, Leroux, 1886.
- Etudes d'archéologie et d'art par Olivier Bayet, 1888.
- Esquisses archéologiques, Paris, Leroux, 1888.
- « Les Gaulois dans l'art antique et le sarcophage de la vigne Ammendola », in Revue archéologique, tiré-à-part, Paris, 1889.
- Histoire du travail en Gaule, 1890.
- Avec A. Bertrand, Celtes du Pô et du Danube, Didier, Paris, 1894, 241 p.
- « La représentation du galop dans l'art ancien et moderne », in Revue archéologique, tiré-à-part, Paris, 1901.
- Album de Pierre-Jacques, sculpteur de Reims, 1902.
- Apollo : histoire générale des arts plastiques, Picard, Paris, 1904, rééd. Hachette, Paris, 1905 (cours professé à l'École du Louvre décembre 1902 à juin 1903[10])

- Mantegna et son école, 1908 (cours donné à l'École des hautes études sociales aux élèves de première année du séminaire d'art italien)

### Recueils
- Monuments nouveaux de l'art antique, 2 vol. (recueil d'articles de la Gazette des beaux-arts publiés jusqu'en 1925 dans la rubrique « Courrier de l'art antique ».)

- Amalthée - Mélanges d'Archéologie et d'Histoire, Paris, Leroux, 1930-1931, 3 vol.

### Anthropologie des religions
- «  L'accusation de meurtre rituel », Revue des études juives, vol. 25, no 50,‎ 1892, p. 161-180 [lire en ligne (page consultée le 15 août 2025)]
- Epona, la déesse gauloise des chevaux, 1895.
- Les Apôtres chez les anthropophages, conférences données au musée Guimet, 1904.
- Cultes, mythes et religions, Leroux, Paris, 1905-1923, 5 vo.l[cf. 25],[N 2], rééd. partielle Robert Laffont, 1996, 1257 p..
- « De l'influence des images sur la formation des mythes », Scientia. Rivista di Scienza, Vol. V, N° X-2, 1909 [lire en ligne (page consultée le 15 août 2025)]
- Orpheus, Histoire générale des religions, Paris, Alcide Picard & Kaan, 1909.
- Orpheus, Histoire générale des religions, Paris, Librairie d'éducation nationale, 1924, (éd. revue et augmentée), rééd. Paris, L'Harmattan, 2002.

### Chroniques
- L'Origine des Aryens, histoire d'une controverse, 1892 (lire en ligne).
- Drumont et Dreyfus. Études sur La Libre parole de 1894 à 1895, Paris, Stock, 1898.
- Histoire de la Révolution russe, 1917.
- Chronologie de la guerre, Paris, Berger Levrault, 1915-1919, 10 vol.
  - I - Cinq mois de guerre (août - décembre 1914).
  - II - Du Ier janvier au 30 juin 1915.
  - III - Du Ier juillet au 3i décembre 1915.
  - IV - Du Ier janvier au 30 juin 1916.
  - V - Du Ier juillet au 3i décembre 1916.
  - VI - Du Ier janvier au 30 juin 1917.
  - VII - Du Ier juillet au 31 décembre 1917.
  - VIII - Du Ier janvier au 30 juin 1918.
  - IX - Du Ier juillet au 31 décembre 1918.
  - X - Du Ier janvier au 30 juin 1919.
- Histoire sommaire de la guerre de quatre ans
- Éphémérides de Glozel, Kra, Paris, 1928-1930.

### Manuels
- Manuel de philologie classique, Paris, Hachette, , 1880.
- Manuel de philologie classique, Paris, Hachette, vol. I, 1883, vol. II & Appendice, 1884, rééd. 1904.
- Précis de grammaire latine, Paris, Delagrave, 1885, réed. 1886.
- Grammaire latine à l'usage des classes supérieures et des candidats à la licence es lettres et aux agrégations, 1886.
- J. Gow, trad. & adapt. S. Reinach, Minerva - Introduction à l'étude des classiques scolaires grecs et latins, Paris, Hachette, .
- Manuel de philologie classique, Paris, Hachette, 1907.

### «Parthénagogie»
- Eulalie, ou Le grec sans larmes, Hachette, Paris, 1911, rééd. Paris, L'Harmattan, 1995.
- Cornélie, ou Le latin sans pleurs, Hachette, Paris, 1912, rééd. Paris, L'Harmattan, , 1995.
- Sidonie, ou Le français sans peine, Hachette, Paris, 1913, rééd. Paris, L'Harmattan, 1995, réed. Paris, Texto, , 2007.
- Lettres à Zoé sur l'histoire des philosophies, vol. I « Les philosophies païennes », Paris, Hachette, 1926.
- Lettres à Zoé sur l'histoire des philosophies, vol. II « De la philosophie scolastique à l'Encyclopédie », Paris, Hachette, 1926.

### Vulgarisation et propagande

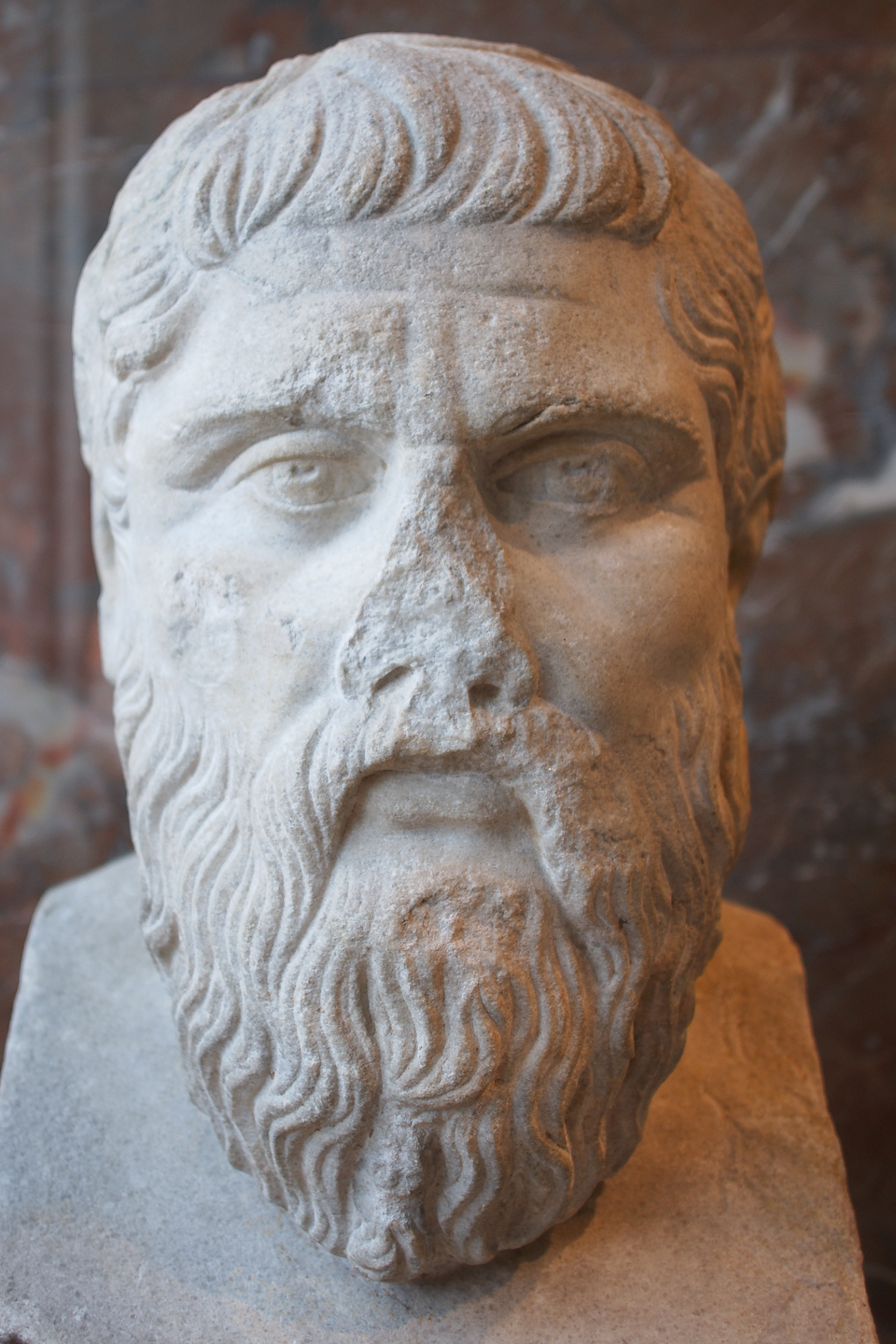
Buste de Platon, un des nombreux marbres collectés par Salomon Reinach en Grèce orientale, alors ottomane, entre 1880 et 1882 et désormais visibles au Louvre.

- Conseils aux voyageurs archéologues en Grèce et dans l'Orient hellénique, 1886.
- Les religions à vol d'oiseau, Gand, Société Coopérative Volksdrukkerij, 1908, rééd. Bruxelles, Bibliothèque de propagande, 1908-1909, 18 fasc.

- Voix américaines sur la guerre de 1914-1915, Librairie militaire Berger-Levrault, 1914.
- Voix américaines sur la guerre de 1914-1916, Librairie militaire Berger-Levrault, 1917.
- Glozel : la découverte, la controverse, les enseignements, avec vingt-trois modèles d'alphabets, Paris, Kra, 1928.

## Sources
1. 1 2 3 4 5 6 7 8 9 10 11 12 13 14 15 16 17 18 19 20 21 22 23 24 25  Étienne Michon, « Éloge funèbre de M. Salomon Reinach, membre de l'Académie », Comptes rendus des séances de l'Académie des Inscriptions et Belles-Lettres, vol. 76, no 4,‎ 1932, p. 386–396 (lire en ligne, consulté le 15 août 2025)
2. ↑  « https://agorha.inha.fr/inhaprod/ark:/54721/0056606 » (consulté le 7 novembre 2019)
3. ↑  È. Gran-Aymerich, « Reinach, Salomon (1858-1932) », in Dictionnaire biographique d'archéologie, 1798-1945., p. 568-570, CNRS, Paris, 2001.
4. ↑  « Reinach » in G. Radet, L'histoire et l'œuvre de l'École française d'Athènes, Paris, A. Fontemoing, 1901, p. 479.
5. 1 2 3  « Salomon Reinach », sur musee-archeologienationale.fr (consulté le 15 août 2025)
6. ↑  A. Farnoux, « Salomon Reinach anthropologue », in Actes du colloque "Les frères Reinach", Paris, Institut de France, 22 & 23 juin 2007.
7. 1 2 3  J. C. Wartelle, « Salomon Reinach et l’Anthropologie », in Coll., Actes du colloque Salomon Reinach, Saint-Germain-en-Laye, Musée d'archéologie nationale, mars 2012. « https://musee-archeologienationale-amis.fr/pdf/wartelle.pdf »(Archive.org • Wikiwix • Archive.is • Google • Que faire ?)
8. 1 2 3 4 5 6 7 8 9 10 11 12 13 14 15 16 17 18 19  Hervé Duchêne, « Un Athénien : Salomon Reinach », Bulletin de Correspondance Hellénique, vol. 120, no 1,‎ 1996, p. 273–284 (DOI 10.3406/bch.1996.4598, lire en ligne, consulté le 15 août 2025)
9. 1 2  Gustave Glotz, « Éloge funèbre de M. Théodore Reinach, membre de l'Académie », Comptes rendus des séances de l'Académie des Inscriptions et Belles-Lettres, vol. 72, no 4,‎ 1928, p. 321–326 (lire en ligne, consulté le 15 août 2025)
10. 1 2 3 4 5 6 7 8 9 10 11 12 13 14 15 16 17 18 19 20  René Cagnat, « Notice sur la vie et les travaux de M. Théodore Reinach », Comptes rendus des séances de l'Académie des Inscriptions et Belles-Lettres, vol. 75, no 4,‎ 1931, p. 374–393 (lire en ligne, consulté le 15 août 2025)
11. ↑  Pierre Albertini, « Les juifs du lycée Condorcet dans la tourmente », Vingtième Siècle. Revue d'histoire, vol. 92, no 4,‎ 1er novembre 2006, p. 81–100 (ISSN 0294-1759, DOI 10.3917/ving.092.0081, lire en ligne, consulté le 15 août 2025)
12. ↑  Henri Duchêne (texptes publiés sous la direction de), Ernest Bersot, Salomon Reinach, Émile Zola. Notre École normale, Paris, Les Belles Lettres, 1994.
13. ↑  Salomon Reinach, « Avant-propos » in Manuel de philologie classique, 1880.
14. ↑  S. Reinach, in Bulletin de correspondance hellénique, no 13, p. 113-130, Athènes, 1889.
15. ↑  Hervé Duchêne, « Salomon Reinach et les archipels égéens. À propos d'un voyage sur le Latouche Tréville. », in Revue des études anciennes, p. 61-82, Université Montaigne, Bordeaux, 2001  (ISSN 0035-2004).
16. 1 2 3 4 5 6 7 8 9 10 11 12 13  Institut national d'histoire de l'art, « REINACH, Salomon », sur INHA - Institut national d'histoire de l'art, 4 mars 2009 (consulté le 15 août 2025)
17. ↑  Hervé Duchêne, « Aventure archéologique et Amitié épistolaire : Edmond Pottier, Salomon Reinach et les fouilles de Myrina », in Journal des savants, p. 379-440, Paris, décembre 2002. [lire en ligne (page consultée le 15 août 2025)]
18. ↑  « Myr 42 », Galerie du Temps, Grande galerie, Lens, décembre 2012.
19. ↑  « Ly 1651 », Premier étage de l'aile Sully, Salle 38, Louvre, Paris.
20. ↑  « Myr 660 », Premier étage de l'aile Sully, Salle 38, Louvre, Paris.
21. ↑  « Myr 148 », Premier étage de l'aile Sully, Salle 38, Louvre, Paris.
22. ↑  « Myr 178 », Premier étage de l'aile Sully, Salle 38, Louvre, Paris.
23. 1 2  Henri Duchêne, « Histoire vraie de fausses terres cuites. À propos des groupes dits d'Asie Mineure », in Dossiers archéologie « Vrais ou faux de l'Antiquité classique ? », no 312, avril 2006, p. 24-29.
24. ↑  Henri Duchêne, « De Délos à Carthage, ou comment Salomon Reinach devint africain », in Journal des savants, p. 307-345, Paris, décembre 2006  (ISSN 0021-8103). [lire en ligne (page consultée le 15 août 2025)]
25. ↑  « REINACH Salomon et Théodore », sur Académie des Inscriptions et Belles Lettres (consulté le 15 août 2025)
26. ↑  René Louis Victor Cagnat, « Notice sur la vie et les travaux de M. Théodore Reinach », Comptes rendus des séances de l'Académie des Inscriptions et Belles-Lettres, vol. 75, no 4,‎ 1931, p. 374–393 (lire en ligne, consulté le 15 août 2025)
27. ↑  Vincent Duclert (Dir.), Savoir et engagement. Écrits normaliens sur l’affaire Dreyfus, Paris, Éd. Rue d'Ulm, 2013  (ISBN 978-2-821-82977-0) p. 17
28. ↑  (en) Pierre Birnbaum, « The Absence of an Encounter: Sociology and Jewish Studies », in A. Gotzmann (de) & Ch. Wiese (de) (Eds.), Modern Judaism and Historical Consciousness. Identities, Encounters, Perspectives, Leyde, Brill, 2006, 658 p.  (ISBN 978-90-04-15289-2), p. 253
29. ↑  A. Rodrigue, « Les totems, les tabous et les Juifs : Salomon Reinach et la politique universitaire dans la France fin-de-siècle. », in Les Cahiers du judaïsme, no 16, p. 105–118, L'Éclat, Paris, 2004  (ISSN 1029-8878).
30. ↑  P. Birnbaum, « The Absence of an Encounter: Sociology and Jewish Studies », in A. Gotzmann (de) & Ch. Wiese (de), Modern Judaism and Historical Consciousness Identities, Encounters, Perspectives, p. 271, Brill, Leyde, 2006  (ISBN 978-90-04-15289-2).
31. 1 2  Harry Bellet, « Un travail d'orfèvre », Le Monde, suppl. « Idées », p. 1, 16 juillet 2016
32. 1 2 3  Harry Bellet, « Un travail d'orfèvre », Le Monde, suppl. « Idées », 16 juillet 2016, p. 4
33. 1 2  Henri Duchêne, « "Nous n'étions pourtant pas si bêtes de croire à la tiare !" Edmond Pottier, Salomon Reinach : deux amis dans la tourmente », in Journal des savants, no 1, Paris, juin 2005, p. 165-211 (ISSN 0021-8103) [lire en ligne (page consultée le 15 août 2025)]
34. ↑  V. Duclert, Savoir et engagement. Écrits normaliens sur l’affaire Dreyfus., p. 18, Rue d'Ulm, Paris, février 2013  (ISBN 9782821829770).
35. 1 2 3  Eva Telkes-Klein, « Bernard Lazare intime à la lumière des archives Meyerson », Archives Juives, vol. Vol. 41, no 2,‎ 2008, p. 118-132 (v. p. 118 ; 127) (ISSN 0003-9837, lire en ligne [archive], consulté le 15 août 2025)
36. ↑  H. Bellet, « Un travail d'orfèvre », Le Monde, suppl. « Idées », 16 juillet 2016, p. 5
37. ↑  S. Reinach, « Portraits présumés de saint Louis et de sa famille », in Gazette des Beaux-arts, 1903, p. 177-188
38. ↑  Marie-Thérèse Berger, « Les têtes sculptés de la Chapelle royale », in Antiquités nationales, no 29, 1997, p. 119-123
39. 1 2 3 4  Arnaud Hurel, « La création de l'Institut de paléontologie humaine par le Prince Albert Ier de Monaco », in Bulletin du Musée d'anthropologie préhistorique de Monaco, no 41, 2001, p. 49-61 (v. p. 51; 40; 49; 54)  [lire en ligne (page consultée le 15 août 2025)]
40. ↑  V. Chapot, in Larousse mensuel illustré, Paris, Larousse, avril 1933, p. 386-387
41. ↑  Comité contre l'antisémitisme (H. Aron, L. Dreyfus Brisac, N. Leven & S. Reinach), « Appel du 14 novembre 1902 », reproduit in Jean Bidegain, Le Grand-Orient de France. Ses doctrines et ses actes, Paris, Libraire antisémite, 1905, p. 261-276 [lire en ligne (page consultée le 15 août 2025)]
42. 1 2  Henri Delassus, La conjuration antichrétienne. Le Temple Maçonnique voulant s'élever sur les ruines de l'Église Catholique, p. 309, Lille, Desclée, De Brouwer & cie, 1910.
43. ↑  La Revue socialiste, Paris, 1908, p. 472
44. ↑  Henri Hubert, Compte-rendu de « Salomon Reinach Orpheus. Histoire générale des religions, Paris, Picard, 1909 », L’Anthropologie, T. XX, n° 1, 1909. p. 594-96 [lire en ligne (page consultée le 15 août 2025)]
45. ↑  Marie Ange Bartholomot Bessou, L'imaginaire du féminin dans l'œuvre de Renée Vivien, Clermont-Ferrand, Presses universitaires Blaise Pascal, coll. « Cahiers romantiques »  no 10, 2004, 440 p.  (ISBN 978-2-845-16264-8) p. 31
46. ↑  (en) Gayle Rubin, Deviations. A Gayle Rubin Reader, Durham (NC), Duke University Press, 2011, 504 p. (ISBN 978-0-822-39406-8) p. 374
47. ↑  Au sujet de cette relation complexe et durable, cf. J. Chalon, Liane de Pougy. Courtisane, princesse et sainte, Paris, Flammarion, 1994  (ISBN 978-2-080-66847-9).
48. ↑  « Myr 805 », Premier étage de l'aile Sully, Salle 38, Louvre, Paris.
49. ↑  « Qui sommes-nous ? / Association des Amis de la Bibliothèque Nationale de France », sur amisbnf.org (consulté le 29 septembre 2021).
50. ↑  S. Reinach, Lettre à Missy, in S. Reinach, Documents sur Renée Vivien et son milieu réunis par Salomon Reinach., cote NAF 26583, BNF, Paris, janvier 2000.
51. ↑  (en) N. Clifford Barney, Adventures of the Mind: The Memoirs of Natalie Clifford Barney, New York, NYU Press, 1992  (ISBN 978-0-814-71177-4) p. 262
52. ↑  É. Vandervelde, préf. M. Sembat, La Belgique envahie et le socialisme international, Paris, Berger Levrault, 1917, p. 150-151
53. ↑  Natalie C. Barney, Aventures de l' esprit, chap. « Carte du salon de l'Amazone entre 1910 et 1930 », Paris, Hors texte, Paris, 1929.
54. ↑  Joseph Grivel, La préhistoire chahutée. Glozel (1924-1941), Paris, L'Harmattan, 2003 (ISBN 2-7475-5599-2), p. 31.
55. ↑  Plaque commémorative, Boulogne sur Seine, 19 mai 1965.
56. ↑  « Rue Salomon Reinach », in Eugène Couratier, Les rues de Boulogne-Billancourt, Boulogne-Billancourt, Société historique de Boulogne-Billancourt, 1962 (dépôt Archives municipales).
57. ↑  A. Hurel, « La création de l'Institut de paléontologie humaine par le Prince Albert Ier de Monaco », in Bulletin, no 41, p. 55, Musée d'anthropologie préhistorique, Monaco 2001.
58. ↑  (fr) Salomon Reinach, « De l'influence des images sur la formation des mythes », Scientia. Rivista di Scienza, Vol. V, N° X-2, 1909 [lire en ligne (page consultée le 15 août 2025)]
59. ↑  S. Reinach, « Sisyphe aux enfers et quelques autres damnés », in Revue archéologique, 1903, p. 154-200 [lire en ligne (page consultée le 15 août 2025)]
60. ↑  S. Reinach, cité in H. Duchêne, Dictionnaire critique des historiens de l'art, op. cité.
61. ↑  S. Reinach, reprenant la formule de Charles Athanase Walckenaer, ibidem.